# Sangerville
Sangerville es un pueblo ubicado en el condado de Piscataquis en el estado estadounidense de Maine. En el Censo de 2010 tenía una población de 1.343 habitantes y una densidad poblacional de 13,06 personas por km².

## Geografía
Sangerville se encuentra ubicado en las coordenadas 45°8′28″N 69°19′19″O / 45.14111, -69.32194. Según la Oficina del Censo de los Estados Unidos, Sangerville tiene una superficie total de 102.86 km², de la cual 99.5 km² corresponden a tierra firme y (3.27%) 3.36 km² es agua.

## Demografía
Según el censo de 2010, había 1.343 personas residiendo en Sangerville. La densidad de población era de 13,06 hab./km². De los 1.343 habitantes, Sangerville estaba compuesto por el 96.8% blancos, el 0.37% eran afroamericanos, el 1.12% eran amerindios, el 0.22% eran asiáticos, el 0% eran isleños del Pacífico, el 0.15% eran de otras razas y el 1.34% pertenecían a dos o más razas. Del total de la población el 0.37% eran hispanos o latinos de cualquier raza.